# Björkholmen, Karlskrona

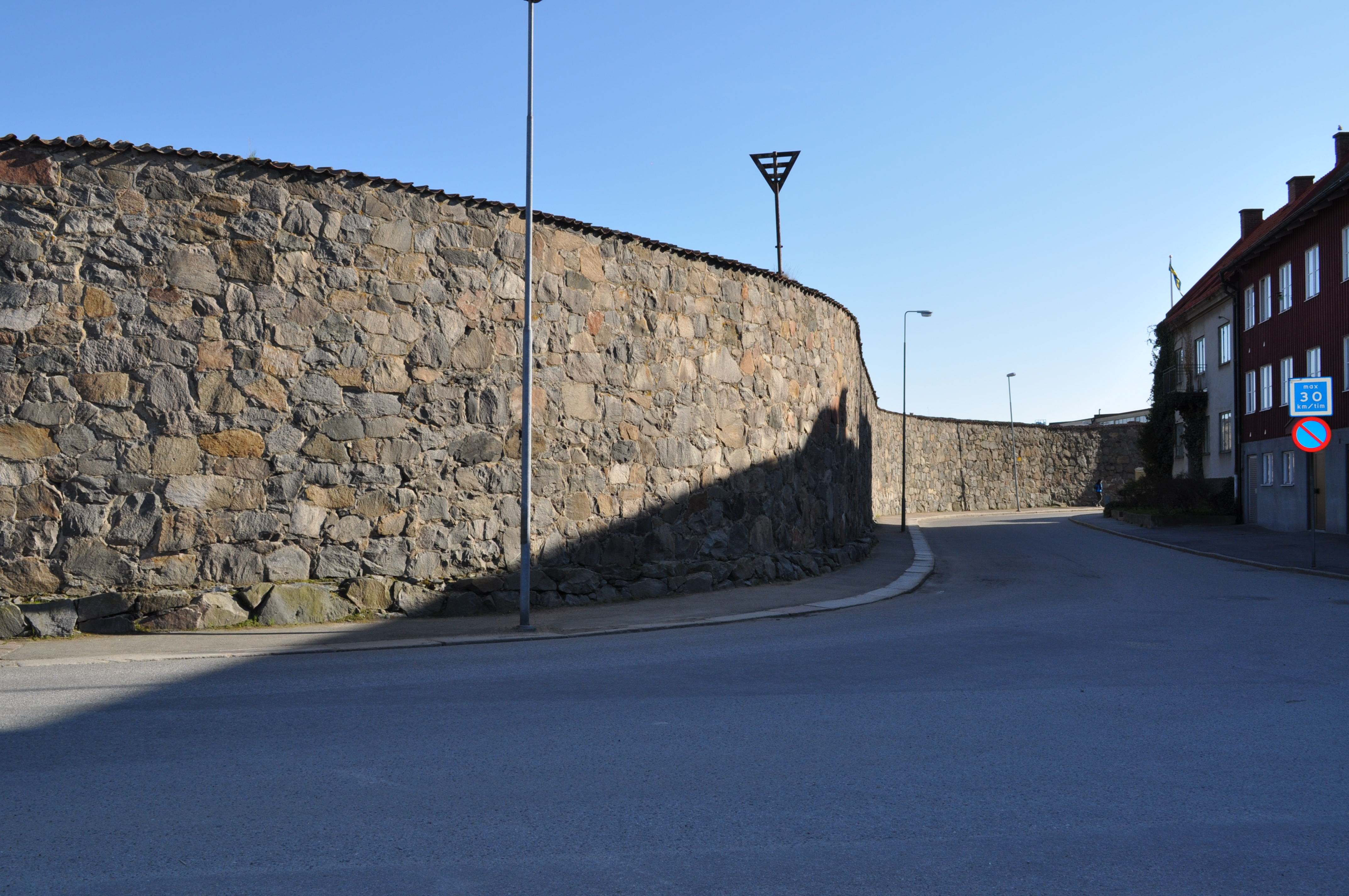
Varvsmuren utmed Chapmansgatan vid södra delen av Björkholmen

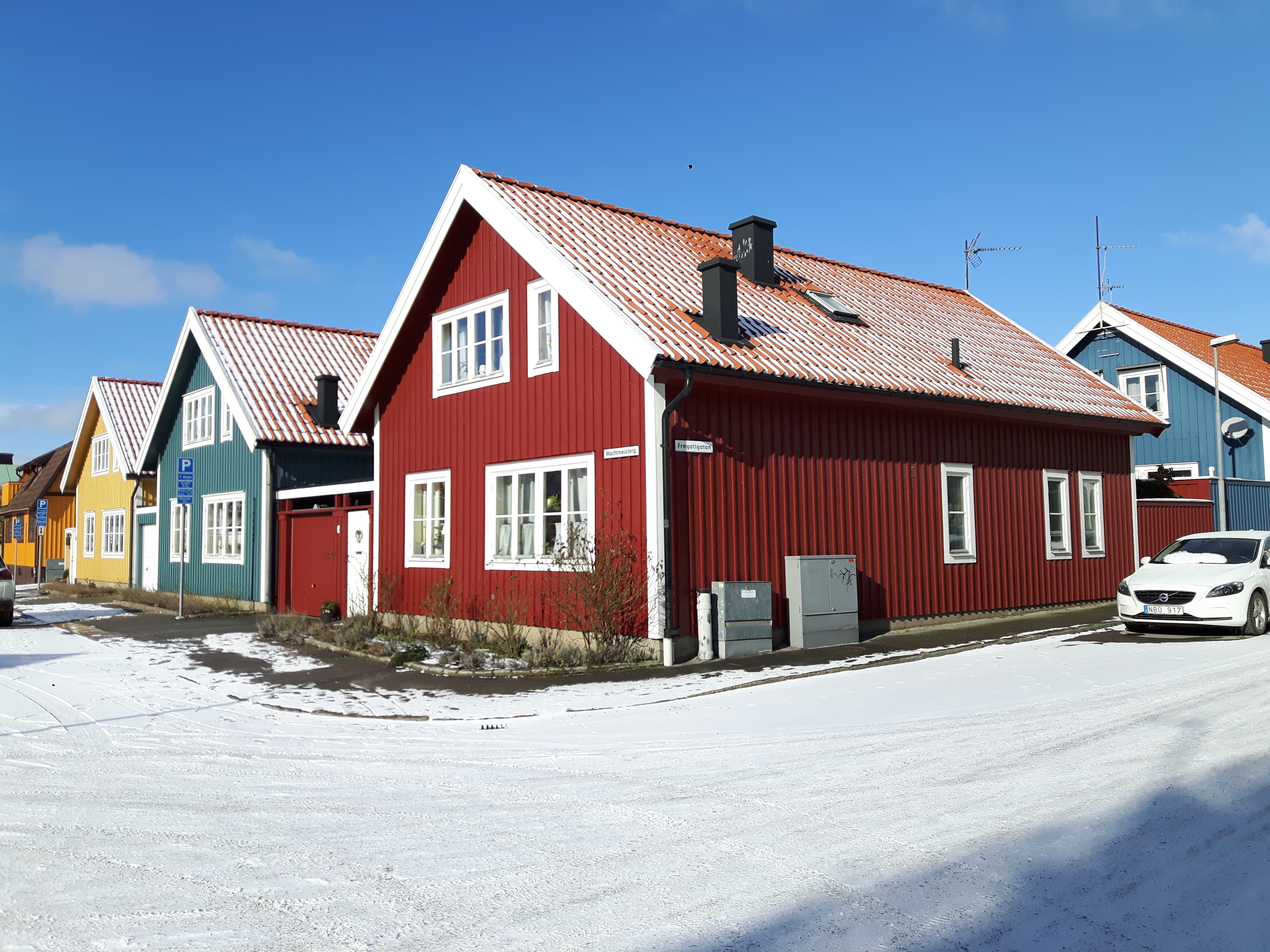
Modernare bebyggelse centralt på Björkholmen, byggt så att det ska passa in med den äldre bebyggelsen.

Björkholmen är en stadsdel i Karlskrona. Stadsdelen består av en kuperad ö, som sedan utfyllnadsarbeten på 1800- och 1900-talen är förbunden med Trossö. Stadsdelen är en viktig miljö i världsarvet Örlogsstaden Karlskrona.

## Historik
På Björkholmen bodde förr i tiden varvsarbetarna då Karlskronavarvet ligger precis intill. De bodde då i små, låga trästugor av vilka ett antal finns bevarade sedan 1600-talet. Gatorna är i allmänhet uppkallade efter fartygstyper och amiraler.
En bidragande orsak till att stadsdelen är så välbevarad är att husen byggdes av ek (som kunde "lånas" från Varvet). Därtill var många av de bosatta timmermän vid Varvet. Att bygga en hållbar timmerstuga var en enkel uppgift i relation till att bygga ett stridsdugligt örlogsfartyg.
Dialekten "björkholmska" är en bred variant av den gängse karlskronitskan. Den utpräglas av s.k. triftonger, dvs. tre på varandra följande vokalljud. "Jag" på björkholmska blir till "iau". Dialekten är besläktad med kalmaritiskan, som den har ett historiskt släktskap till.

## Karlskronavitsar
På björkholmska finns en uppsjö av olika s.k. "karlskronavitsar", som ofta har självironisk prägel eller driver gäck med amiralitetet eller andra maktfaktorer i Karlskrona:[källa behövs]
Klassiskt är samtalet mellan de två gamla tanterna (s.k. fiskarkärringar):[källa behövs]
"Idau haur iau taulat me amiraulen"
"Nähä, de tror iau inte"
"Io, iau haur taulat me amiraulen"
"Va sau han då?"
"Flytta pau dig kärringjävel för här ska jau fram"
I söder inramas Björkholmen av Varvsmuren som separerade det civila och militära Karlskrona. I öster avslutas Björkholmen av Chapmansplan.